# 우에노정 (아이치현)
우에노정(上野町)은 아이치현 지타군에 설치되었던 정이다. 현재의 도카이시에 해당한다.